# Burgruine Velburg
Die Burgruine Velburg, auch Velberg genannt, ist die Ruine einer hochmittelalterlichen bis frühneuzeitlichen Höhenburg, die sich einst auf der felsigen Kuppe des Schlossberges in 621,8 Meter Höhe über dem Tal des Frauenbaches erhob. Die Ruine befindet sich unmittelbar östlich der Stadt Velburg in der gleichnamigen Gemeinde im Landkreis Neumarkt in der Oberpfalz in Bayern, Deutschland. Die Anlage ist unter der Aktennummer D-3-73-167-2 als denkmalgeschütztes Baudenkmal von Velburg verzeichnet. Ebenso wird sie als Bodendenkmal unter der Aktennummer D-3-6736-0005 im Bayernatlas als „Höhensiedlung der Urnenfelderzeit und der Frühlatènezeit, archäologische Befunde im Bereich der mittelalterlichen Burgruine Velburg“ geführt.

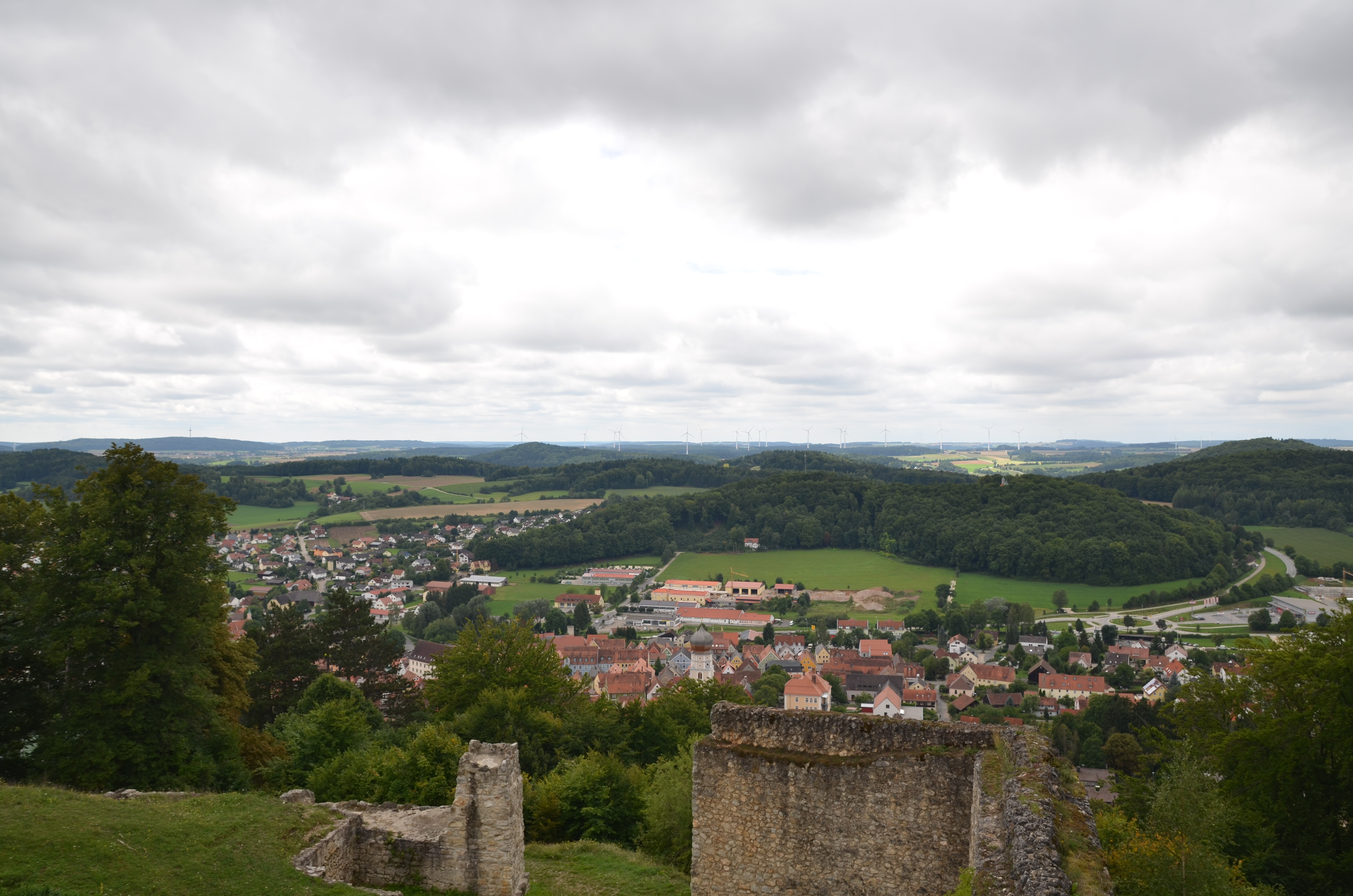
Blick vom Schlossberg auf Velburg und die Frankenalb (2017)

Man erreicht die Ruine von Velburg aus am besten auf dem Wanderweg König-Otto-Schlaufe am Jurasteig. Eine alte Lindenallee führt über Serpentinen den Schlossberg durch die felsige Juralandschaft mit Trockenrasen und Buchenwäldern hinauf. Sie dient heute dank des 12 Meter hohen zugänglich gemachten Bergfriedes als Aussichtspunkt.

## Geschichte
Die Burg dürfte um 1100 am Rande einer Zone von Reichsgut an der Schwarzen Laaber (Oberweiling, Dürn und Mantlach) entstanden sein, das nach 1009 in die Hände der Vögte des Bistums Bamberg gelangte. Der erste Burgherr war der Edelfreie Kuno, der um 1110/17 eine Schenkung an das Regensburger Kloster Obermünster zu Zeiten der Äbtissin Hadamut machte. Die weitreichenden Theorien zur Abstammung der ab 1156 auftretenden Grafen von Velburg von den Grafen von Sulzbach hat jüngst B. Schneider ausführlich dargestellt. Hermann heiratete die österreichische Edelfrau Adelheid von Klamm und lenkte die Aktivitäten seiner Familie dorthin, während sie in der Oberpfalz kaum noch nachweisbar sind. Die Familie starb 1217 mit Graf Ulrich aus und das Erbe fiel an den Herzog von Bayern. Die Burg wurde Amtssitz und kam 1505 an das neu gegründete Fürstentum Pfalz-Neuburg, wurde aber bald aufgegeben und verfiel.
Die Burg, deren genaue Entstehung im Dunklen liegt, wurde 1129 erstmals erwähnt und war bis 1217 im Besitz der Herren von Velburg, die mit den Grafen Gerhard und Hermann von Velburg 1156 erstmals genannt wurden. 1188 erbte das österreichische Grafengeschlecht von Clamm die Burg und 1190 begleitete Otto von Velburg den Kaiser Friedrich Barbarossa auf den Dritten Kreuzzug. Bis 1231 ist ein comes de Velburch (Graf von Velburg) aus der gleichen Familie nachgewiesen.

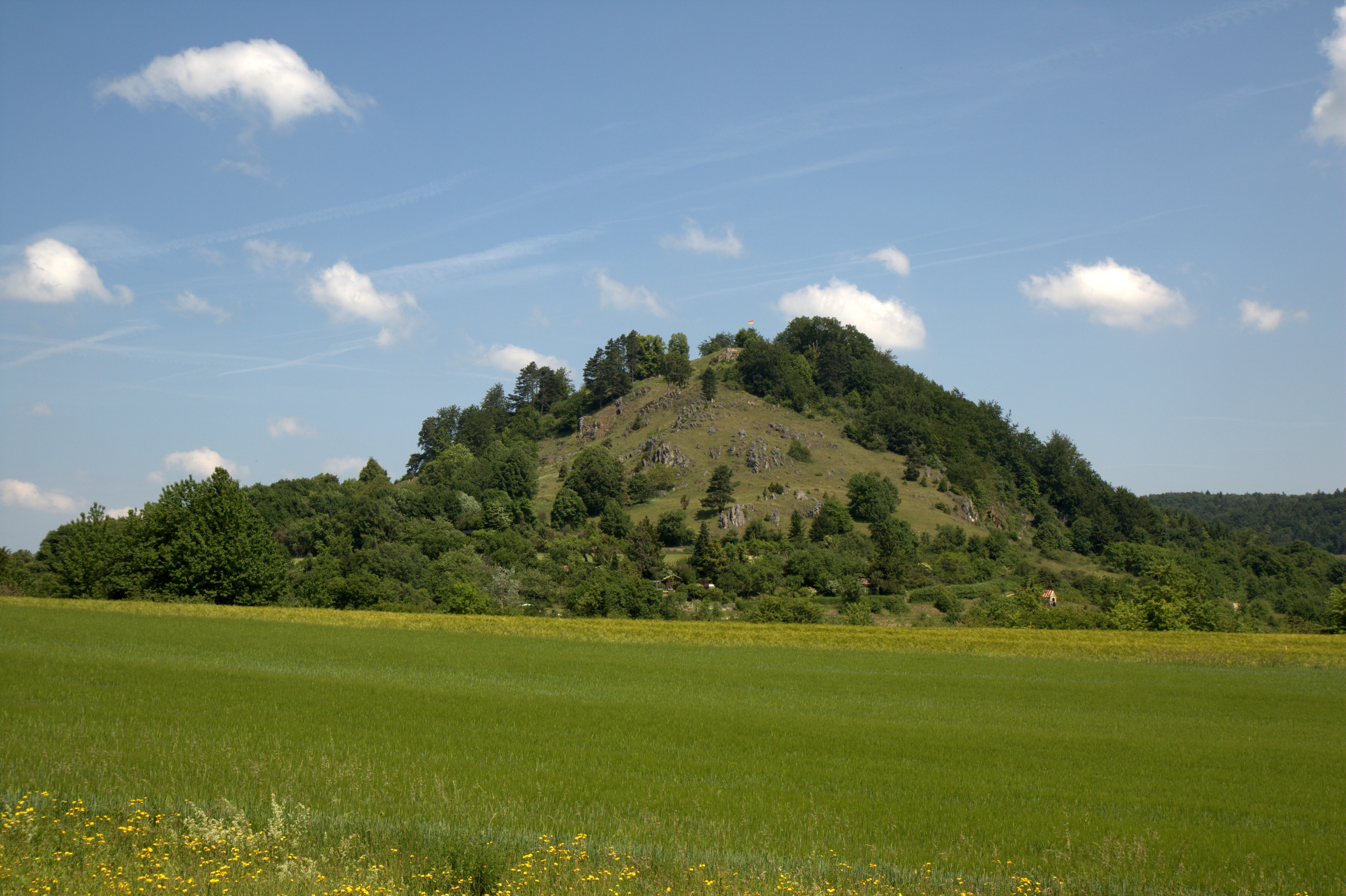
Ansicht des Schlossberges aus südlicher Richtung

Nach dem Aussterben der Velburger Grafen ging die Burg an die Wittelsbacher und wurde wechselweise von oberbayerischen und pfälzischen Pflegern besetzt. Um 1450 brannte die Burg fast vollständig ab, wurde wieder aufgebaut und kam 1505 nach dem Landshuter Erbfolgekrieg an das neu gegründete Herzogtum Pfalz-Neuburg.
Im Dreißigjährigen Krieg wurde die Burg von schwedischen Truppen zerstört und 1790 als Steinbruch zum Bau der Velburger Pfarrkirche benutzt. In den 1980er Jahren wurden die Reste der Burg gesichert.

## Beschreibung

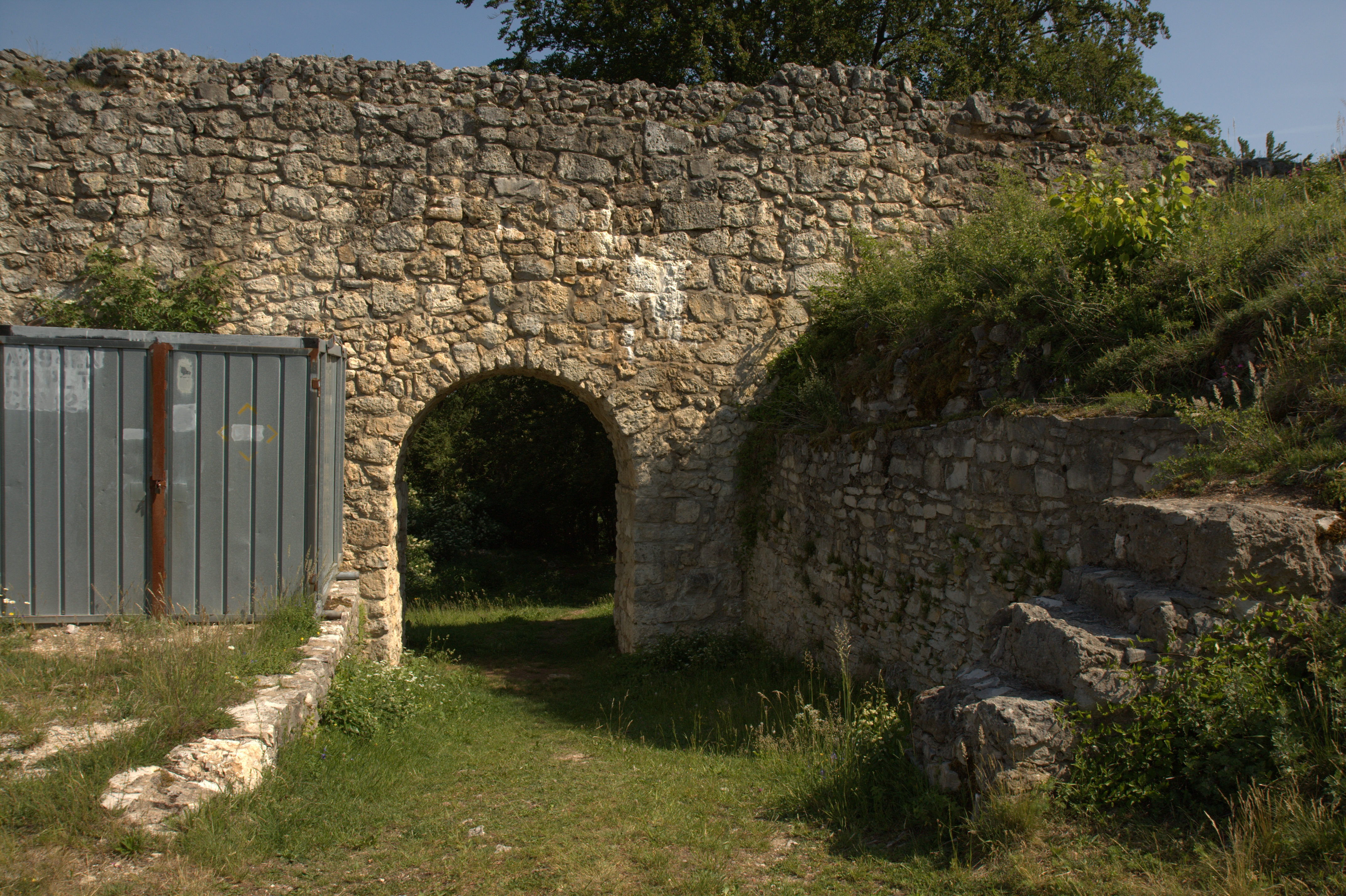
Innenansicht des Burgtores

Von der ehemaligen Burganlage mit dreieckigem Grundriss sind noch Teile des rekonstruierten Bergfrieds auf einer Grundfläche von 8 × 8 Metern und Mauerreste erhalten.

## Schutzgebiete
- Landschaftsschutzgebiet bei Velburg: Das 350 Hektar große Landschaftsschutzgebiet umfasst die Ruine Velburg mit Umgebung, die sog. „Drei steinernen Jungfrauen“, den Hohllochberg, den Osterberg und den Bockenberg mit der König-Otto-Tropfsteinhöhle. Die deutliche Ausprägung der Juralandschaft mit zahlreichen Kalkfelsengebilden prägt das schöne Landschaftsbild.[8][9]
- FFH-Gebiet Schloßberg, Wolfgangshöhle und Hohllochberggruppe bei Velburg: Das 160 Hektar große europäische Schutzgebiet enthält zwei Hügel der Dolomitkuppenalb mit hoher Lebensraumvielfalt und hoher Artendichte, z. T. auf trockenwarmen Standorten.[10]